# Vaccinium wisselianum
Vaccinium wisselianum är en ljungväxtart som beskrevs av Herman Otto Sleumer. Vaccinium wisselianum ingår i Blåbärssläktet, och familjen ljungväxter. Inga underarter finns listade i Catalogue of Life.